# Csanytelek
Csanytelek è un comune dell'Ungheria di 2.975 abitanti (dati 2001). È situato nella contea di Csongrád-Csanád.